# 英格·馬格努森
英格·馬格努森（—1202年），或稱為“牧杖黨國王英格”，在挪威內戰時期曾成為牧杖黨擁立的挪威國王（1196年－1202年）。他是前任國王馬格努斯五世的私生子。

## 生平
1197年，對挪威國王斯韋雷統治的嚴重挑戰出現了。斯韋雷的幾位著名反對者，包括挪威國王英格一世的同母異父弟弟奧斯陸的主教尼古拉斯·阿内松和流亡的大主教埃里克·伊瓦森在當時是丹麥的一部分的斯科訥Halör市場會面。他們把挪威國王馬格努斯五世的兒子英格·馬格努森擁立成為他們的傀儡國王。他們的派對被稱為牧杖黨，來自古老的北歐語，意思是“牧杖”。牧杖黨與教會的公開支持和樺樹皮鞋黨之間的戰爭將持續到斯韋雷國王的統治時期。
英格·馬格努森於1198年1月帶著尼達洛斯時參加牧杖黨。他們在整個春天都待在那裡，並且英格·馬格努森在議會上獲得皇家頭銜。牧杖黨在維肯地區建立基地，該地區既是由尼古拉斯·阿内松擔任主教，也是國王馬格努斯五世的前權力基地。1199年6月18日，兩支艦隊在海軍斯特林德峽灣戰役（Slaget på Strindfjorden）相遇。斯維爾在那裡贏得一場慘淡的勝利，而倖存的牧杖黨軍隊則逃之夭夭。從1200年1月起，英格·馬格努森一直被描述為牧杖黨領導者之一。英格於1202年去世，與他的對手斯韋雷同年去世的。1202年3月，斯韋雷去世後，英格失去了教會的支持。大主教埃里克·伊瓦森和跟隨牧杖黨的主教現正與挪威國王斯韋雷的幼子哈康三世談判和解。英格在法格內斯外的Storøya被自己黨員背叛並殺害
。